# Nornik jakucki
Nornik jakucki (Alexandromys middendorffii hyperboreus) – podgatunek nornika tundrowego, gryzonia z rodziny chomikowatych, występujący na północy Syberii od półwyspu Tajmyr po Zatokę Szelichowa.

## Taksonomia
Według niektórych ujęć systematycznych A. m. hyperboreus jest odrębnym gatunkiem, jednak ostatnie badania genetyczne i morfometryczne nie wspierają tego podziału.

## Biologia
Zamieszkuje suche tereny stepowe w rosyjskiej tundrze, w dolinach rzek porośniętych trawami. Tworzy kolonie, kopie płytkie nory powyżej warstwy wiecznej zmarzliny. W lecie żywi się głównie trawami, na zimę magazynuje korzenie.
Okres rozrodczy tego gryzonia przypada na lato i jest bardzo intensywny, samice wydają na świat do 5 miotów.

## Populacja
Nornik jakucki jest uznawany za gatunek najmniejszej troski, nie są znane żadne bezpośrednie zagrożenia dla tego gatunku.